# 尼羅河謀殺案
《尼羅河謀殺案》（英語：Death on the Nile），是阿嘉莎·克莉絲蒂所創作的偵探小說，它由英國的柯林斯犯罪小說俱樂部在一九三七年十一月首次出版，在美國則由達德米德公司(Dodd, Mead, and Company)於隔年出版。 英國版售價是七先令六便士，而美國版則是兩美元。
這本書的出場角色是名偵探赫尔克里·波洛。主要場景在埃及，並大多數在尼羅河上發生。
1978年小说被改编成了电影《尼罗河上的惨案》，随后获得了巨大成功。2022年再度改編成《尼羅河謀殺案》票房不甚理想。

## 劇情详情
名偵探波洛正在一間時髦的法國餐廳用餐時，無意間聽到杰奎琳·貝爾福和西蒙·道爾的對話，並且相當關注她對男方愛情的深度。波洛第二次再見到她是在遙遠的埃及，而西蒙·道爾卻娶了杰奎琳·貝爾福過去的好友，富有且美麗的琳奈·瑞吉威。杰奎琳似乎下定決心要向這兩人報復。波洛不知自己是否能夠說服她，令她放棄這一個會對眾人造成災難的報復行動。
杰奎琳追蹤西蒙和琳奈的蜜月行程，在任何他們參觀的地方無預警的出現。當西蒙建議他們從卡納克搭乘渡輪遊河時，他留下了誤導的訊息，認為他們已經逃脫了杰奎琳的掌握，但是她再度出現在船上，他們只能跟她困在一起。當一顆落石明顯地瞄準了上岸遊覽的琳奈的頭部，杰奎琳馬上成為嫌疑犯，但是卻被證實她在事件發生時在離現場很遠的地方。落石鬆脫可能是意外，但更有可能是由琳奈的美國律師潘寧頓故意安排，因為他急迫的想隱瞞自己代替她投資交易時的帳目不清。吉姆·費松是琳奈美國律師事務所的職員，匿名被派來阻止潘寧頓的計畫。
在琳奈就寢後發生了戲劇化的事件，杰奎琳用一把小型手槍射中西蒙的腿部，手槍被踢到沙發下（隨後大家發現手槍失去蹤影）。後悔不已的杰奎琳被施打鎮靜劑並受到妥善照顧。貝斯奈醫生被叫醒，在自己的艙房中處理西蒙的傷口。因此在琳奈被發現被人開槍打中了頭時，兩人都擁有完美的不在場証明。但不知為何在杰奎琳的手槍被丟入河中同時，牆上又出現顯然是為了陷害她的大寫字母J。
波洛的調查著重在手槍上，隨後這把槍在尼羅河中被發現，包裹在一條染血的手帕中。幾個誤導事件發生，例如在同一時間被丟進水中的瓶子，提姆·艾樂頓是珍珠項鍊被竊的主嫌。而波洛老友瑞斯總督出面尋找一個敵方間諜，意味許多渡假的旅客都涉案成為嫌疑犯。
在貝斯奈醫生艙房中，在醫生和西蒙也在場聆聽的情況下（後者因為療傷而被安置在那），琳奈的女僕露易絲·伯格與波洛的交談暗示了她目擊了謀殺案的發生。之後不久，她被人發現死在自己的艙房中，死因是心臟被刺穿。她手中握有一千法郎紙幣的碎片，顯然她想要對嫌犯勒索，卻引來致命的下場。而奧特本夫人也在即將透露殺害露易絲的兇手時被從艙門外射來的子彈殺害。

### 真相
在著名的謎底揭曉場景中，西蒙和杰奎琳原來是共謀。第一次的槍擊事件是事先安排好的，他們故意留下被嵌在桌腳的彈頭。當只剩下西蒙一人時，他撿起手槍往琳奈艙房跑去，射殺了她，然後留下大寫J以作為（過於矯飾的）陷害的細節。然後他返回原地，用手帕包裹手槍以悶住第二聲槍響，射傷了自己的腿。他在沒辦法動彈的情況下將槍丟出窗戶，及時讓醫生發現真的受傷的他。
杰奎琳為了掩飾他們的犯行而被迫犯下第二與第三件命案。露易絲在西蒙面前暗示波洛的原因是西蒙只能待在醫生的房間裡，這是她可以勒索他的機會。西蒙隨後通知杰奎琳，而她用一把醫生的手術刀刺死了露易絲。當西蒙意識到奧特本夫人就要揭露杰奎琳謀殺露易絲陰謀的時候，他在發高燒的情況下高喊出聲，警告了杰奎琳，讓她在情急狀態下從門外開槍。
從一開始西蒙就是為了琳奈的錢才跟她結婚。杰奎琳負責計畫殺害琳奈的步驟，因為她知道如果讓西蒙獨自進行，他很快就會被逮捕，而她決定要保護他。 他們似乎躲不掉一同被審判的命運，但是波洛刻意允許杰奎琳射殺西蒙並自殺，讓他們有逃離司法審判的機會。間諜的身分是瑞提先生，他的暗號信稍早不小心被琳奈所打開，而珠寶竊賊也確實是提姆，但是波洛讓他將項鍊調換回來以躲避公訴，主要的原因是讓他可以娶羅莎莉，讓整個故事有一個小小的完美結局。另一樁婚姻是康莉亞·羅伯森和醫生的結合。佛格森是一名左翼的激進份子，後來被證明是一位變裝旅行的英國貴族，他同樣也是康莉亞的追求者，但讓讀者驚訝的是他最後無法贏過不是很吸引人的醫生。

## 角色介紹
- 赫尔克里·波洛(Hercule Poirot)，比利時偵探
- 瑞斯總督 (Colonel Race)，波洛的朋友，從事諜報行動
- 琳奈·瑞吉威·道爾 (Linnet Doyle)，富有的女繼承人，本書的被害者
- 西蒙·道爾(Simon Doyle)，琳奈的丈夫
- 杰奎琳·貝爾福(Jacqueline de Bellefort)，西蒙的前未婚妻，琳奈的好友
- 露易絲·伯格(Louise Bourget)，琳奈的法國女僕
- 安德魯·潘寧頓 (Andrew Pennington)，琳奈的美國律師及財產管理者
- 瑪莉·斯維勒 (Marie Van Schuyler)，年長、富有且勢利的美國婦人
- 鮑爾小姐(Miss Bowers)，斯維勒小姐的護士
- 科奈莉亞·羅伯森 (Cornelia Robson)，斯維勒小姐的姪女
- 萨洛美·奥特伯恩(Salome Otterbourne)，作家
- 羅莎莉·奥特伯恩(Rosalie Otterbourne)，奥特伯恩太太的女兒
- 圭多·里凯蒂先生 (Signor Richetti), 義大利籍考古學家
- 詹姆斯·范索普(Mr. James Fanthorp)，英國鄉下律師
- 卡爾·贝斯纳醫生(Dr. Carl Bessner)，奧地利籍醫生
- 艾樂頓太太(Mrs. Allerton), 英國籍上流社會人士
- 提姆·艾樂頓(Tim Allerton), 艾樂頓太太的兒子
- 佛利伍德(Fleetwood)，琳奈前任女傭的前未婚夫
- 乔安娜·索思伍德(Joanna Southwood)，琳奈的朋友，也是提姆的表親
- 查爾斯·温德尔沙姆侯爵(Charles, Marquess of Windlesham)，對琳奈展開追求

## 文學價值及反應
卡維爾·哈潑在一九三七年十一月二十日的泰晤士報文學副刊上評論：“波洛一如往常的挖掘出了無人可預見的真相，如果評論者先給了提示的話，對他就不公平了。”
衛報的E.R. 帕森( E.R Punshon)在一九三七年十二月十日的評論的開始指出：“判斷一個小說家是否有成為真正作家天賦，根據他或她書中的小角色來看是最好的方式，那些也許不受作者重視的部分卻能活靈活現的呈現在故事之中。 克莉絲蒂總是能成功地通過這個測試，她的新書更充分表現這一點。”他繼續闡述更多這些角色的特異之處，“跟其他正常的乘客角色一樣，他們之中的每一個都被清楚的描寫，就算他們只是微不足道的過場角色，無法成為狄更生和薩克萊筆下擁有浮誇生活的人物。”他做出結論：“波洛的灰色腦細胞無疑地盡責的在重重壓力下解開了一樁謎案，而案件中精心安排過的不在場證明似乎是克莉絲蒂的愛好，因為這能給她證明自己寫作技巧的最好機會。吹毛求疵的評論者也許會質疑波洛也許太過於隱藏重要的事實，例如桌上的彈孔。但如果他真的這樣做的話，讀者應該也會識破。”
羅柏·勃納(Robert Barnard)表示：“儘管破案過程複雜，這本小說仍出類拔萃。 它描述了一場發生在尼羅河氤氳迷霧中的三角戀情，即使相較之下對當地的風情描述不多，但是乘客角色之有形形色色古怪之處，這是改編成電影時可發揮的地方。因為接近大戰前夕，間諜和政治激進份子開始出現在克莉絲蒂這時期的小說之中。”

## 對其他作品的提及
《尼羅河謀殺案》也是克莉絲蒂於一九三四年出版的《帕克潘事件簿》一書中，其中一篇短篇故事的標題。儘管場景和標題雷同，故事情節卻迥然不同。
《尼羅河謀殺案》是波洛海外辦案三部曲中的第一篇故事，離開埃及之後，他抵達了美索不達米亞的考古挖掘地點，這裡同時也是《美索不達米亞謀殺案》的發生的場景。之後他搭乘東方快車返家，途中遇上《東方快車謀殺案》。然而這些小說發行的順序卻和事件先後相反。
《尼羅河謀殺案》與克莉絲蒂一九三九年於美國發行的《瑞佳塔謎案》以及一九七四年於英國出版的波洛早期探案中這兩本短篇小說集中的故事《海上奇案》在情節上相當類似。
除此之外，瑞斯總督在《褐衣男子》中提及的危險間諜，正是在本書中出現的瑞提先生。